# План 9 из открытого космоса
«План 9 из открытого космоса» (англ. Plan 9 from Outer Space) — американский низкобюджетный фантастический фильм ужасов режиссёра Эдварда Вуда-младшего, «худшая постановка за всю историю кинематографа». В книге «Золотая индюшка» фильм был назван худшим за все времена. Предварительный показ фильма прошёл в скромном кинотеатре Carlton Theatre в Лос-Анджелесе.
Производством фильма занималась компания Reynolds Pictures, не выпустившая более ни одного фильма.
Лента находится в общественном достоянии в США.
В честь фильма была названа операционная система Plan 9.

## Сюжет

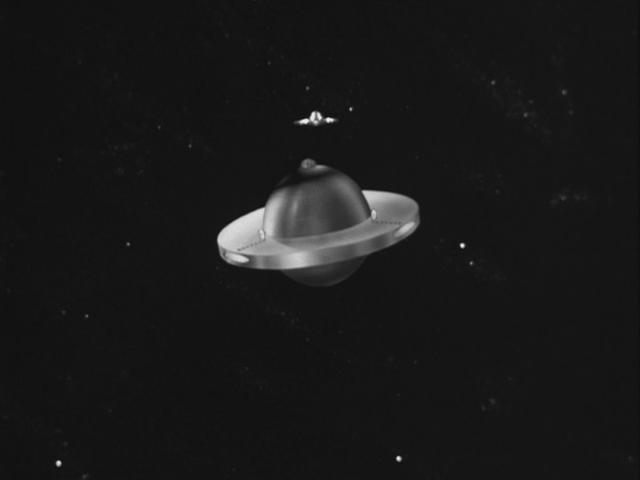
Бутафорские летающие тарелки, купленные в магазине игрушек

Над Голливудом всё чаще и чаще начинают появляться летающие тарелки. Однако правительство США сей факт всячески отрицает и даже пытается с ними бороться с помощью запуска ракет. Руководивший ракетным обстрелом полковник узнаёт от генерала о дюжине инопланетных посланий, последнее из которых получено около месяца назад. Генерал даёт полковнику прослушать расшифрованное послание. В нём говорится, что пришельцы пришли с миром и намереваются приступить к принудительному разоружению землян ради блага вселенной; если люди станут упорствовать, пришельцы будут вынуждены уничтожить Землю. Полковнику поручено разобраться с пришельцами. Инопланетяне решают, что земляне слишком глупы и вполне могут нанести большой вред галактическому сообществу, вследствие чего начинают реализовывать свой план под кодовым названием «План 9». Двое пришельцев сажают летающую тарелку на землю и оживляют трёх мертвецов, внедряя чипы в их головной мозг. Полковник, лейтенант полиции и пилот гражданского самолёта находят НЛО, попадают внутрь и встречают пришельцев. Пришельцы пытаются объяснить людям, что после изобретения взрывчатки, атомной и водородных бомб человечеству осталось совершить один шаг до изобретения процесса «солорунайт» — процесса взрыва солнечного света. Этот процесс может привести к взрыву Солнца и всех освещаемых им планет. Пришельцы убеждены, что глупость людей приведёт к катастрофе. Завязывается драка, в результате которой начинается пожар; люди покидают НЛО; НЛО взлетает и взрывается в воздухе.

## В ролях
- Грегори Уэлкотт — Джефф Трент
- Мона МакКиннон — Паула Трент
- Дьюк Мур — лейтенант Джон Харпер
- Том Кин — Том Эдвардс
- Карл Энтони — Ларри
- Тор Йоханссон — Дэн Клэй
- Дадли Мэнлав — Эрос
- Джоанна Ли — Танна
- Лайл Тэлбот — генерал Робертс
- Норма МакКарти — Эдит
- Билл Эш — капитан
- Майла Нурми — Вампира
- Бела Лугоши — монстр (дублёр Том Мэйсон)
- Джерон Крисвел — камео

## Съёмки

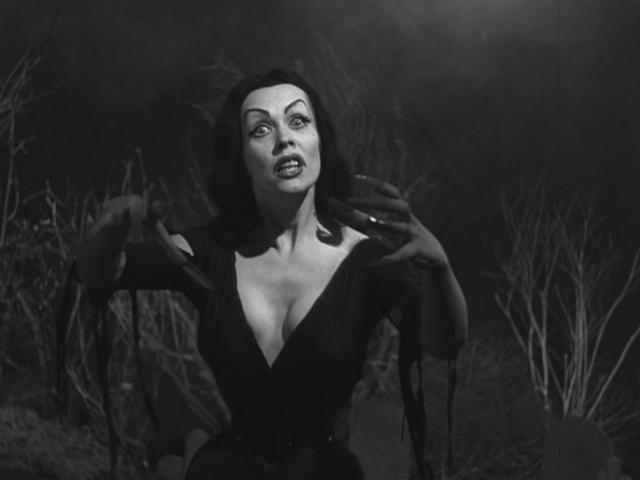
Майла Нурми в роли Вампиры

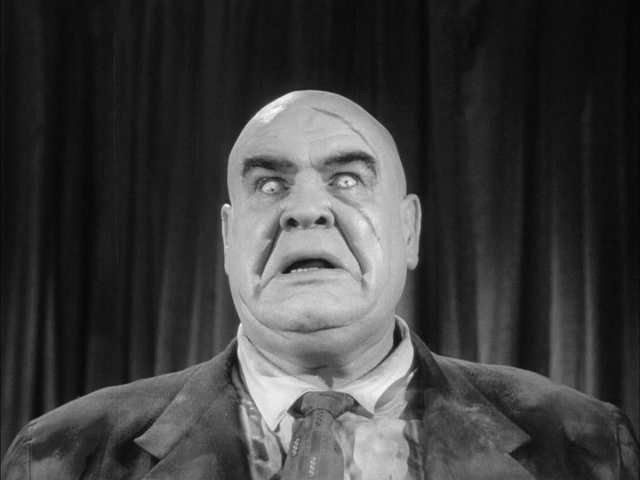
Тор Йоханссон в роли зомби-Дэна Клэйа

Съёмки фильма проходили в период с 11 августа по 5 сентября 1956 года. Ввиду отсутствия своих денег на съёмки фильма, их выделила Южная баптистская конвенция, в которой съёмочной группе пришлось пройти обряд крещения, а в самом фильме, под условием выделения денег, снялся один из членов церкви. При съёмках фильма кабину пилотов снимали следующим образом: пилоты сидели на дачных стульях, а позади них висела занавесь от душа. Летающие же тарелки над моделью Голливуда представляют собой дешёвые игрушечные модели, купленные в детском магазине.
Бела Лугоши умер, когда было отснято около 10 минут фильма, из-за чего Эд Вуд использовал архивные съёмки Лугоши в плаще Дракулы. В фильм был также введён дублёр Лугоши по имени Том Мэйсон, который должен был изображать известного актёра. В фильме был задействован гроб, который стоял дома у друга Вуда, Удивительного Крисвела, который утверждал, что спал в этом гробу. Гроб также был задействован в фильмах Вуда «Оргия мёртвых», «Ночи призраков» и порнографическом «Некромания» .

## Музыка
Музыка для фильма была составлена Гордоном Захлером. Захлер использовал стоковые записи произведений примерно дюжины композиторов, что было довольно распространенной процедурой в 1950-х годах для озвучивания малобюджетных фильмов и телевизионных программ. Однако, по-видимому, Захлер так и не представил надежного отчета об этих материалах. В 1996 году Пол Манделл выпустил компакт-диск, на котором воссоздал музыку фильма, отслеживая стандартные записи и композиторов; Впоследствии Манделл написал статью о музыке к фильму для журнала Film Score Monthly. Некоторые веб-сайты отдают должное этим композициям.

## Продолжения, пародии и ремейки

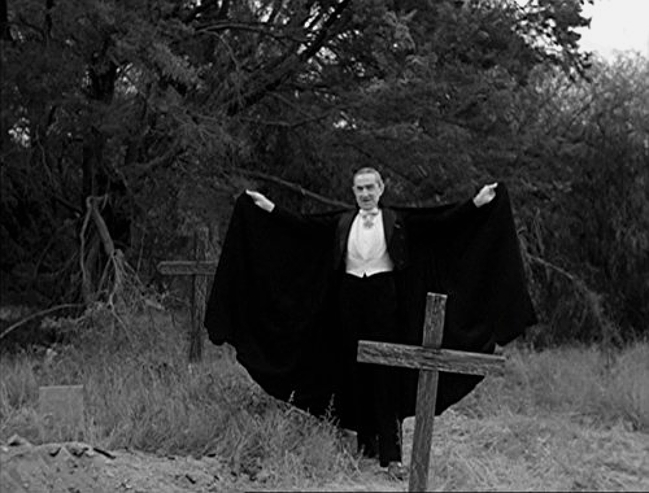
Бела Лугоши в одной из немногочисленных сцен с его участием

### Ремейк
Премьеры ремейка под названием План 9 состоялись 10 апреля 2011 года (в США) и 18 апреля 2015 года (в Австралии и Новой Зеландии).

### Пародии
Концепция фильма так или иначе использовалась при создании фильмов План 10 из открытого космоса (англ. Plan 10 from Outer Space) 1994 года, План 69 из открытого космоса (англ. Plan 69 from Outer Space) 1993 года, Геи-ниггеры из далёкого космоса (англ. Gayniggers from Outer Space) 1992 года.
Одна из серий мультсериала «Черепашки-ниндзя» называется «План 6 из открытого космоса».

### Мюзикл
В 1996 году в Театре Квинс (Хорнчерч) была впервые осуществлена постановка мюзикла на основе фильма

## Техническая информация
- Формат изображения: 1.37 : 1
- Формат копии: 35 mm
- Формат съёмок: 35 mm

## Премьерный показ в разных странах
Фильм выходил на экраны нескольких стран в 1990-е:
- США — 15 марта 1957 (предварительный показ)[4]. 22 июля 1959 (выход в прокат в США)[17][уточнить]. 1982 (ре-релиз); 11 марта 2006 (цветная версия, только в Сан-Франциско)
- Нидерланды — 1 июня 1995 (только в Амстердаме)
- Швеция — 2 июня 1995
- Япония — 19 августа 1995
- Франция — 6 сентября 1995
- Финляндия — 6 октября 1995
- Италия — 24 декабря 1998 (выход на видео)
- Польша — 2 января 2006 (показ по ТВ)

## Упоминания
- В 19 серии 7 сезона сериала «Секретные материалы» главные герои Малдер и Скалли смотрят и обсуждают «План 9 из открытого космоса».
- В 13 серии 3 сезона сериала «Как я встретил вашу маму» Тед Мосби и доктор Стелла Зинман идут в кино на фильм «План 9 из открытого космоса».
- В треке Crown the Empire «Hologram» используется фраза из данного фильма — «You have seen this incident based on sworn testimony. Can you prove that it didn’t happen? Perhaps on your way home someone will pass you in the dark, and you will never know it, for they will be from outer space.»